# 1570

## Родени
- 13 април – Гай Фокс,

## Починали
- 27 ноември – Якопо Сансовино, италиански архитект и скулптор (* 1486)